# Acarotrochus
Acarotrochus es un género de foraminífero bentónico de la familia Discorbidae, de la superfamilia Discorboidea, del suborden Rotaliina y del orden Rotaliida. Su especie tipo es Acarotrochus lobulatus. Su rango cronoestratigráfico abarca el Holoceno.

## Clasificación
Acarotrochus incluye a la siguiente especie:
- Acarotrochus lobulatus